# Шахматов, Алексей Александрович (чиновник)
Алексе́й Алекса́ндрович Ша́хматов (1797 Саратов — 28 [16] июня 1868 Саратов) — государственный деятель, отставной капитан-лейтенант флота (1822); Действительный статский советник (1841); чиновник Министерства Внутренних Дел (с 1839), Вице-губернатор Минской губернии (1838—1839), чиновник особых поручений Министерства финансов; потомственный дворянин, крупный землевладелец.

## Биография
Родился в 1797 году в Саратове в семье потомственного дворянина из древнего дворянского рода Шахматовых Саратовской (Курмышской) ветви.
Закончил Морской кадетский корпус в Санкт-Петербурге.
С 1817 начал военную службу на флоте в Гвардейском экипаже СПб, в том числе сделал 6-ти месячную кампанию в Балтийском и Немецком (ныне Северном) морях. В 1822 — в 25 лет, в чине флота капитан-лейтенанта, вышел в отставку и приехал в Саратов.
В 1823 году, после смерти отца, получив в наследство одно только маленькое имение Саратовского уезда — Губаревку, Алексей Александрович уехал в Петербург, намереваясь продолжить военную службу.
Но по родственным связям, с протекции В. А. Всеволожского (двоюродного дяди его по восходящим родословным линиям сестёр Нечаевых) был устроен на гражданскую службу под управляющим (дальним родственником) Н. П. Дубенским в Департамент государственных имуществ Министерства финансов. После назначения был отправлен на Кавказ, в Георгиевск, одним из канцелярских чиновников казённой палаты. Несмотря на отлично выполняемые служебные обязанности, был не оценен руководителями, в том числе со стороны Н. П. Дубенского. Тогда благодаря хлопотам Григория Даниловича Столыпина (1773—1829) (младшая ветвь Столыпиных, Кригс-Шталмейстер и Пензенский предводитель дворянства, так же двоюродный дядя его по восходящим родословным линиям сестер Нечаевых) он был определён в департамент податей и сборов Министерства государственных имуществ. Позже, оставив службу у Дубенского, был зачислен в чиновники особых поручений при Министре финансов под управлением Е. Ф. Канкрина. Исполнял различные поручения Министерства финансов в разных регионах Российской Империи, в том числе 1,5 года исправлял должность вице-губернатора Минской губернии (16.04.1838 — 28.09.1839).

С 28.09.1839 года был причислен к Министерству Внутренних Дел.
Перед смертью потерял зрение. Скончался 28 [16] июня 1868, похоронен в Саратове.

## Награды
Кавалер орденов:
 Орден Святой Анны II степени 

 Орден Святого Станислава III степени

Знак отличия — «За XX лет беспорочной службы»

## Имущество
По состоянию на 1860 год владел по Саратовской губернии:
- Домом в Саратове на углу Аничковской и Александровской улиц.

В этом доме в начале 1860-х встретились родители будущего художника Борисова-Мусатова Виктора Эльпидифоровича (1870—1905): Эльпидифор Мусатов (сын крепостного) — камердинер Шахматова и Евдокия Гавриловна (Дуняша Коноплёва) — камеристка будущей жены старшего сына.

В этом же доме, уже после его наследования семьей старшей дочери, родился в 1870 г. и сам Виктор Борисов-Мусатов, где продолжали служить его родители.

В настоящее время дом признан объектом культурного наследия регионального значения.

- имением Губарева Саратовского уезда — 76 душ крепостных и 1200 гектаров земли;
- имением Ульяновка Кузнецкого уезда — 201 душа крепостных и 1660 гектаров земли;
- имением Аряш Кузнецкого уезда — 201 душа крепостных и 1660 гектаров земли;
- имениями Козловка и Зубовка Камышинского уезда — 116 душ крепостных и 1000 гектаров земли;

## Семья
Отец: Шахматов Александр Артамонович (1758—1823)

Мать: Шахматова (Агафонникова) Наталия Николаевна (±1770—±1846), в первом браке Челюскина.
Братья/сестры: 
- Шахматов Иван Александрович (1794—1860), жена — Шахматова (Котова) Александра Гавриловна
- Ченыкаева (Шахматова) Мария Александровна.

Жена: Шахматова (Ивашевская) Варвара Петровна (воспитанница, а возможно и внебрачная дочь, Столыпина Григория Даниловича (1773—1829), младшая ветвь рода Столыпиных, двоюродного дяди Алексея Александровича).
Родилась в селе Столыпино Симбирской губернии и воспитывалась в Москве в доме Столыпиных (на Мясницкой). Очень видная и красивая, Варвара Петровна, по рассказам, поразила даже государя Александра Павловича на гулянии в Петергофе. Жила так же со Столыпиными в Симбирске и Пензе, где и 40 лет спустя помнили её красоту и впечатление, производимое ей на балах. Михаил Сперанский (1772—1839), бывший в то время Пензенским губернатором, не раз танцевал с ней, а дочь его Елизавета, в замужестве Фролова-Багреева (1799—1857) была с ней в тесной дружбе.

Против воли матери Алексея Александровича, в то время служащего Департамента разных податей и сборов МГИ, коллежского асессора — Н. Н. Шахматовой (Агафонниковой) брак, «который она считала бесчестием» состоялся 17 февраля 1826 года в Санкт-Петербурге в церкви Вознесения Господня при Адмиралтейских слободах. Восприемниками со стороны жениха были: действительная статская советница Екатерина Петровна Олсуфьева (Прокудина) (1784—1844), дочь сестры Г. Д. Столыпина — Феоктисты Даниловны Прокудиной (Столыпиной) (1747 — после 1880), действительный камергер и кавалер Всеволод Всеволожский (двоюродный дядя жениха), генерал лейтенант и сенатор Павел Пущин (муж двоюродной тети жениха) и лейб гвардии капитан поручик Николай Андреевич Всеволожский (двоюродный дядя жениха); со стороны невесты: «Питомец ея» кригс-цалмейстер и кавалер Столыпин Григорий Данилович (опекун) и лейб гвардии гусарского полка корнет Алексей Григорьевич Столыпин (сын последнего).
Дети:
- Шахматов, Александр Алексеевич (1828—1871), жена — Шахматова (Козен) Мария Федоровна (1838—1870), дочь генерал-лейтенанта Козен Федора Андреевича (1782—1840) и Козен (Быстром) Евгении Федоровны;
- Шахматов, Григорий Алексеевич (1830 — ~1890), генерал-майор в отставке с 1864 г.;
- Шахматов Алексей Алексеевич (1832—1880), музыкант, пианист-любитель, автор музыки романсов известных поэтов, женат на полукровной двоюродной сестре Шахматовой (Челюстной) Ольге Николаевны (1840—1919) — будущие опекуны детей старшего брата Алексея;
- Трирогова (Шахматова), Наталия Алексеевна (1838—1903), жена Трирогова Владимира Григорьевича (1834—1891), тайного советника, директора департамента общих дел Министерства Государственных Имуществ;
- Зузина (Шахматова) Варвара Алексеевна (1840—1908), жена Зузина Николая Александровича (20.07.1835—01.07.1901), отставного штабс-капитана артиллерии, участника Севастопольской обороны: подпоручик 6-й легкой батареи 16-й артиллерийской бригады, участвовал в Альминском сражении 8-го сентября 1854 г. и в сражении на Чёрной речке 4-го августа 1855 г., являлся видной фигурой в Костромском земстве.

Внуки:
- Шахматова Наталья Александровна (1855—1921)
- Масальская-Сурина (Шахматова) Евгения Александровна (1865—1940)
- Шахматов, Алексей Александрович (академик) (1864—1920)
- Шахматова Ольга Александровна
- Трирогов Алексей Владимирович (1864—1905), женат на Трироговой (Менделеевой) Ольге Дмитриевне (1868—1950)
- Трирогов Всеволод Владимирович (1870 — после 1924)
- Трирогов Григорий Владимирович (1871—1940), женат на двоюродной сестре Трироговой (Зузиной) Наталье Николаевне
- Зузин Сергей Николаевич (1865 г.р.)
- Зузин, Борис Николаевич (1868-после 1920), жена Зузина (Куприянова) Елизавета Николаевна (1875 г.р.)
- Зузин Михаил Николаевич (1870—1940), жена Зузина (Князева Вера Леонидовна
- Трирогова (Зузина) Наталья Николаевна (±1875—1942), муж двоюродный брат Трирогов Григорий Владимирович